# Бернінчес
Бернінчес (ісп. Berninches) — муніципалітет в Іспанії, у складі автономної спільноти Кастилія-Ла-Манча, у провінції Гвадалахара. Населення — 93 особи (2010).
Муніципалітет розташований на відстані близько 80 км на схід від Мадрида, 31 км на схід від Гвадалахари.

## Демографія
Динаміка населення (INE ):

## Галерея зображень

Розташування муніципалітету у провінції Гвадалахара
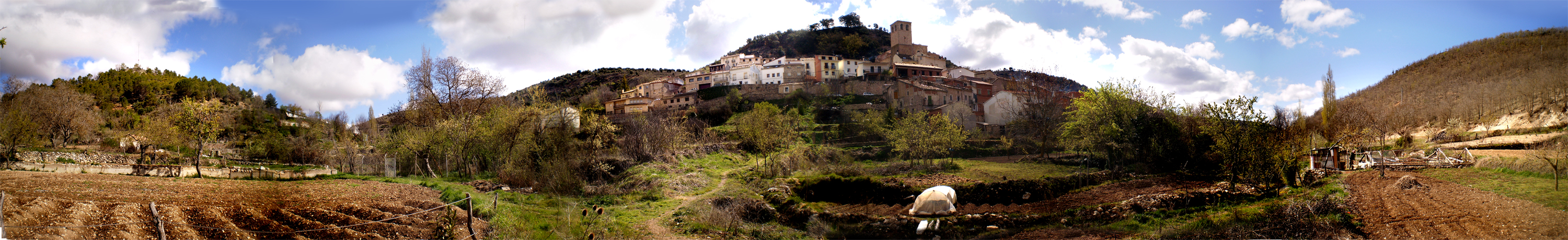
Бернінчес і долина річки Арлес
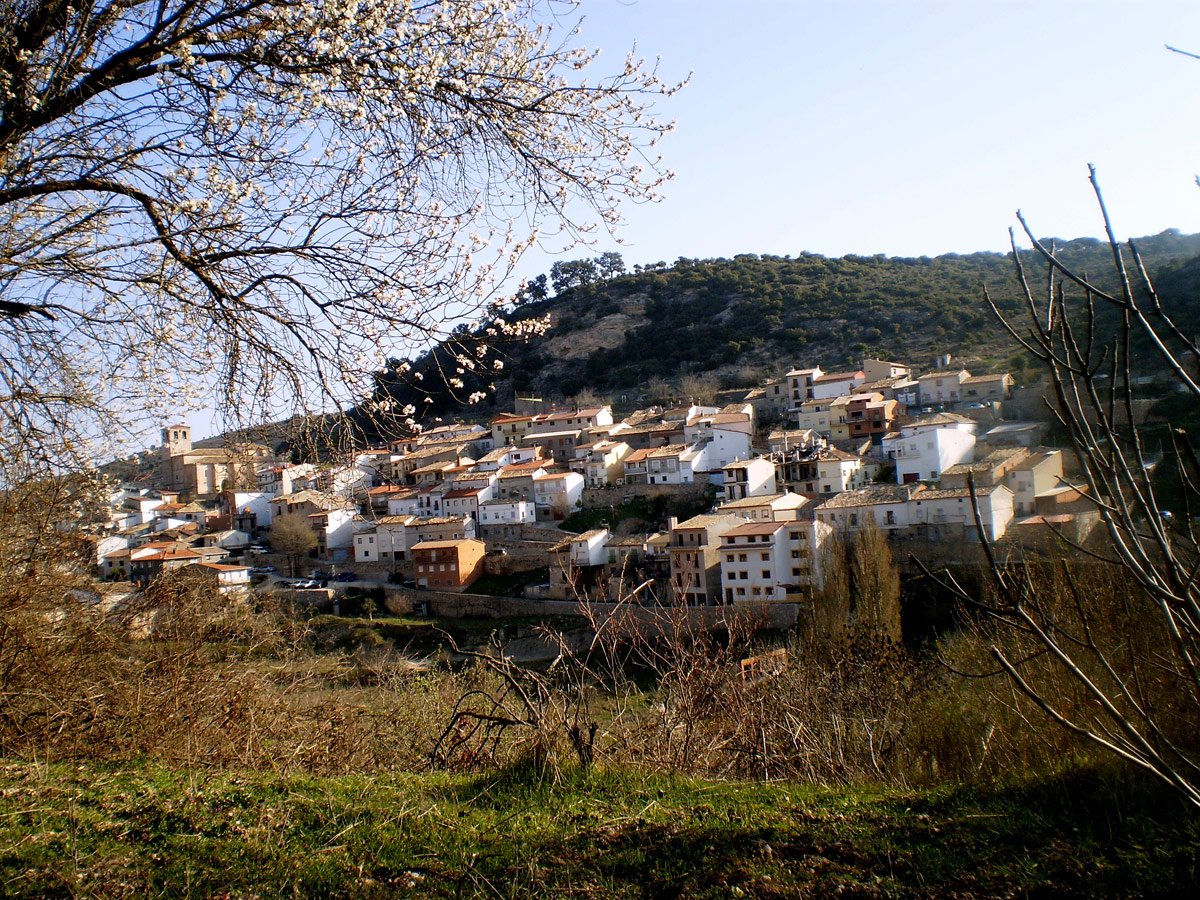
Бернінчес